# Naomi Kawase
Naomi Kawase (jap. 河瀨直美 Kawase Naomi; ur. 30 maja 1969 w Narze) – japońska reżyserka, scenarzystka, montażystka i producentka filmowa.

## Życiorys
Jej pierwszym pełnometrażowym filmem był Suzaku (1997). Obraz przyniósł jej Złotą Kamerę za najlepszy debiut reżyserski na 50. MFF w Cannes. Kawase, mając wówczas 28 lat, stała się najmłodszym laureatem w historii tej nagrody.
Od tamtego czasu jej filmy stale goszczą w programie canneńskiego festiwalu. Największy sukces odniósł Las w żałobie (2007), który na 60. MFF w Cannes zdobył Grand Prix, czyli drugą nagrodę w konkursie głównym.
Zasiadała w jury konkursu głównego na 66. MFF w Cannes (2013). Przewodniczyła obradom jury sekcji „Cinéfondation” na 69. MFF w Cannes (2016).